# Hypoxylon dieckmannii
Hypoxylon dieckmannii är en svampart som beskrevs av Theiss. 1908. Hypoxylon dieckmannii ingår i släktet Hypoxylon och familjen kolkärnsvampar.   Inga underarter finns listade i Catalogue of Life.